# 波多野鷹
波多野 鷹（はたの よう、1967年10月10日 - ）は、日本の小説家。本名は波多野 幾也（はたの いくや）。

## 来歴
東京都出身。父は学習院大学名誉教授の波多野里望。叔父に心理学者の波多野誼余夫がいる。妻は小説家の久美沙織。
学習院高等科卒業。学習院大学文学部心理学科中退。1985年『青いリボンの飛越』で第5回コバルト・ノベル大賞受賞。
現在は長野県軽井沢町在住。大蛇、イグアナ、熱帯魚、鷹、犬、猫などと暮らしているという。
鷹匠の資格を取得しており、ものまねタレント・くじらの「鷹匠スターシリーズ」のレパートリーに入っている。日本放鷹協会所属。なお、鷹匠になるまえから、友人とスキー旅行にいった時など、カンジキを履いてリフトに乗り、頂上に着くと蓑を着て「山中をあるいてくる」ような趣味であったという。
2001年時点で日本SF作家クラブ会員だったが、2024年10月現在、クラブの会員名簿には名前がない。

## 著書
- 『宇宙色トラベラー』（集英社文庫コバルト） 1985
- 『零時の鐘はもう鳴らない』（集英社文庫コバルト） 1986
- 『トライ アゲイン』（集英社文庫コバルト） 1986
- 『ファイナル・シュート』（集英社文庫コバルト） 1986
- 『夢、輝いて』（集英社文庫コバルト） 1986
- 『あいびぃ屋敷交差点』（田渕由美子画、集英社文庫コバルト） 1987
- 『宇宙色ロストウェイ』（集英社文庫コバルト） 1987
- 『そして ぼくは歩きだす』（わかつきめぐみ画、集英社文庫コバルト） 1987
- 『その後のあいびぃ屋敷交差点』（田渕由美子画、集英社文庫コバルト） 1987
- 『最後のあいびぃ屋敷交差点』（田渕由美子画、集英社文庫コバルト） 1988
- 『Aqua - 水のある風景』上・下（上巻川原由美子画、下巻夢路行画、集英社文庫コバルト） 1988
- 『十六の夏の四日間』（飯塚修子画、集英社文庫コバルト） 1988
- 『あの湖につづく空』（集英社文庫コバルト） 1989
- 『伝説のティンクルダンス 総務委員会物語』（塩入真理絵画、集英社文庫コバルト） 1989
- 『哀愁のミトコンドリア 生物部物語』（塩入真理絵画、集英社文庫コバルト） 1989
- 『不思議英国』（めるへんめーかー画、白泉社） 1990
- 『逆光のペンタプリズム 写真部物語』（塩入真理絵画、集英社文庫コバルト） 1990
- 『断崖のアルテミス 恋愛物語』上・中・下（塩入真理絵画、集英社文庫コバルト） 1990 - 1991
- 『純愛のデカダンス 総務委員会物語』（集英社文庫コバルト） 1990
- 『都市に降る雪』（ハヤカワ文庫） 1991
- 『犬と山暮らし』（中公文庫） 1995
- 『モスラ』（扶桑社文庫） 1996 - ノベライズ
- 『鷹狩りへの招待』（筑摩書房、ちくまプリマーブックス） 1997
- 『それが答えだ!』（扶桑社） 1997 - ノベライズ
- 『双界儀』（角川書店） 1998
- 『ナースのお仕事 1』（扶桑社文庫）2002 - ノベライズ
- 『ザ・猛禽類 飼育・訓練・鷹狩り・リハビリテーション』（誠文堂新光社） 2009

### 共著
- 『価値ある教師とは オヤジとムスコの辻説法』（波多野里望, 向山洋一共著、明治図書出版） 1987
- 『フクロウとタヌキ 里の自然に生きる』（金子弥生共著、岩波書店） 2002
- 『ザ・フクロウ 飼い方&世界のフクロウカタログ』（加茂元照共著、誠文堂新光社） 2004

## 翻訳
- 『フクロウのすべてがわかる本 生態・飼育・繁殖・訓練』（ジェマイマ・パリー・ジョーンズ、誠文堂新光社） 2006